# 平山周
平山 周（ひらやま しゅう、明治3年（1870年）3月－昭和15年（1940年）4月21日）は、明治から昭和にかけてのアジア主義者。号は二楸庵・万里。

## 来歴
筑前国夜須郡（現在の福岡県筑前町）出身。東洋英和学校卒業後、宮崎滔天（桃中軒牛右衛門）の同志としてアジアの反植民地民族運動を支援した。
パークナム事件（1893年）に端を発する「シャム開拓移民計画」が起こると滔天とともにこれに参加、その後孫文を支持、明治30年（1897年）に孫文が日本に逃れた際には、平山の家庭教師の名目で入国させたと言われている。
1898年、清国（中国）での戊戌政変に際しては梁啓超に同行して彼の日本亡命を助け、翌1899年にはフィリピン独立革命を支援するために現地に渡航した。1900年に孫文派の革命党が武装蜂起した恵州起義では滔天とともにこれを支援。
明治39年（1906年）、宮崎滔天、和田三郎（板垣退助の秘書）、萱野長知らと革命評論社を設立。『革命評論』を創刊して、孫文の辛亥革命の支援を加速させた。
明治44年（1911年）に『支那革命及び秘密結社』を公表するなど、一貫して中国の革命運動を支援した。昭和6年（1931年）には南京国民政府から陸海空軍総司令部顧問に迎えられている。